# Danny Bauwens
Danny Bauwens is een Belgisch voormalig rolschaatser en inlineskater.

## Levensloop
Bauwens werd eenmaal Europees kampioen (rolschaatsen - weg) op de 10.000 meter (1991) en eenmaal (rolschaatsen - weg) op de 10.000 meter aflossing (1988). Daarnaast behaalde hij verschillende ereplaatsen op kampioenschappen.

## Palmares
| Weg - Europese kampioenschappen - 1988 in het Franse Gujan-Mestras - op de 1500 meter - op de 5000 meter - op de 10.000 meter aflossing Piste - Europese kampioenschappen - 1987 in het Belgische Oostende - op de 10.000 meter aflossing - Wereldkampioenschappen - 1987 in het Franse Grenoble - op de 10.000 meter | Weg - Europese kampioenschappen - 1991 in het Italiaanse Pescara - op de 10.000 meter - 1992 in het Italiaanse Acireale - op de 10.000 meter aflossing Piste - Europese kampioenschappen - 1989 in het Portugese Madalena - op de 10.000 meter - op de 10.000 meter aflossing - 1991 in het Italiaanse Pineto - op de 10.000 meter puntenkoers - op de 10.000 meter aflossing - 1992 in het Italiaanse Acireale - op de 10.000 meter aflossing - Wereldkampioenschappen - 1991 in het Belgische Oostende - op de 5000 meter - op de 10.000 meter puntenkoers - op de 10.000 meter aflossing - op de halve marathon afvalling |